# OSCA 4500G
O  4500G é o modelo que a OSCA utilizou no Grande Prêmio da Itália de 1951.
1. ↑  https://www.statsf1.com/pt/osca-4500g.aspx